# Meda fulgida
Meda fulgida là một loài cá vây tia trong họ Cyprinidae. Nó được tìm thấy ở México và Hoa Kỳ. They usually live in fast moving streams.

## Miêu tả
Chiều dài của chúng hiếm khi vượt quá 7,5 cm .